# Diamenty Macha
Diamenty Macha również znane jako dyski macha lub tańczące diamenty) – formacja stojących fal, które pojawiają się podczas naddźwiękowego przepływu spalin w silnikach odrzutowych, rakietowych i naddźwiękowych. Dyski te są widoczne podczas zapalenia zwiększonej ilości paliwa. Zjawisko to jest dobrze widoczne, gdy włączony jest dopalacz. Nazywane są diamentami Macha na cześć fizyka, który je opisał – Ernsta Macha.

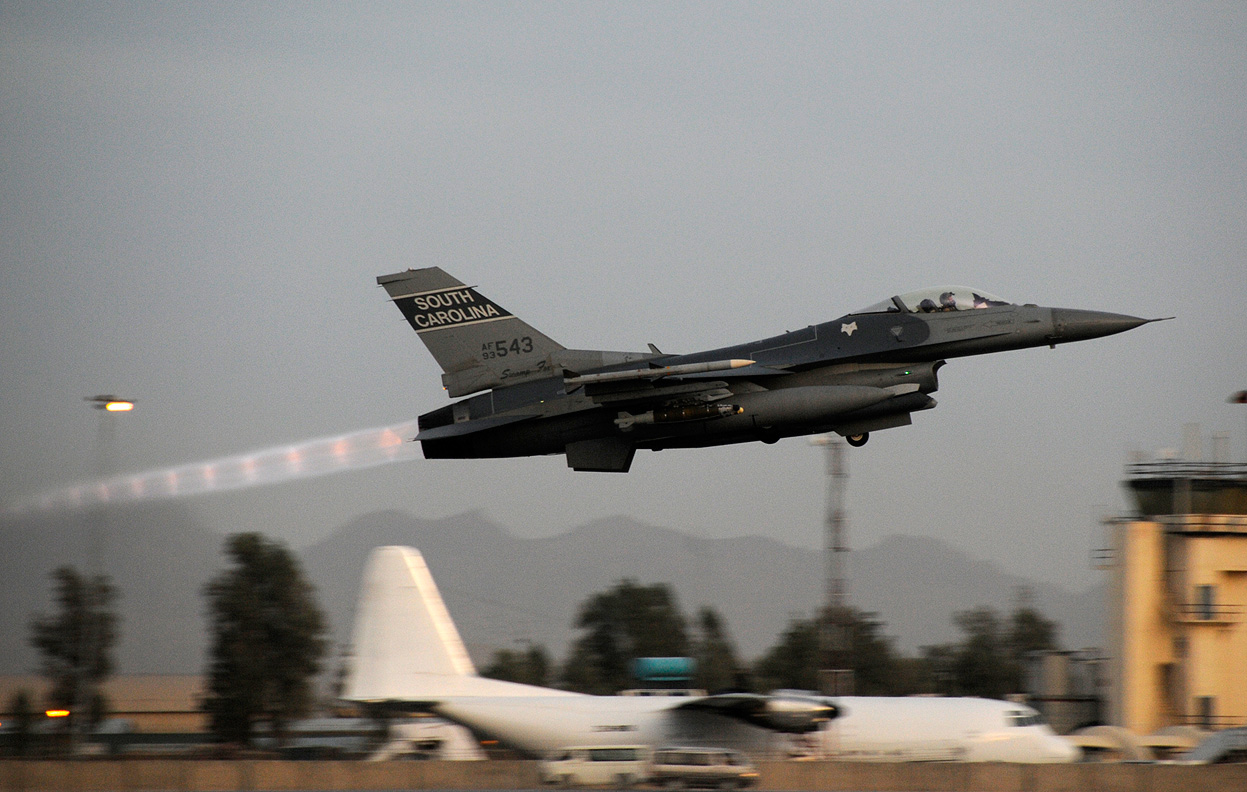
Diamenty Macha za F-16 z włączonym dopalaczem

Diamenty Macha pojawiają się, gdy ciśnienie spalin opuszczających dyszę z prędkością ponaddźwiękową jest inne niż ciśnienie atmosferyczne na zewnątrz tych dysz. Diamenty na niższych wysokościach są bardziej rozsunięte, a na wyższych mniej.